# خدعة القمر العظيمة
خدعة القمر العظيمة هي سلسلة من ست مقالات ظهرت في صحيفة The Sun الأمريكية الصادرة في نيويورك وذلك بداية من 25 أغسطس/آب سنة 1835، وادعت وجود حياة على سطح القمر.

## التفاصيل
في الإسبوع الأخير من أغسطس 1835م، ظهرت سلسلة مقالات طويلة على الصفحة الأولى من جريدة نيويورك صن. حملت العنوان:
في منطقة رأس الأمل الجيد
بدأت المقالة بسرد سلسلة الاختراقات الفلكية المذهلة التي قام بها الفلكي البريطاني المشهور، السّير جون هيرشيل، والتي قام بها بواسطة منظار ذو أبعاد ضخمة جدا ومبدأ جديد كليّا." هيرشيل، كما قالت المقالة، أسّس نظرية جديدة لظاهرة مذنب، واكتشف كواكب في أنظمة شمسية آخرى، وقد قام بحلّ وتصحيح كلّ الإشكالات الرئيسية في علم الفلك الرياضي. وبعد ذلك أظهرت المقالات إنجاز هيرشيل النهائي المذهل: اكتشف حياة على القمر!

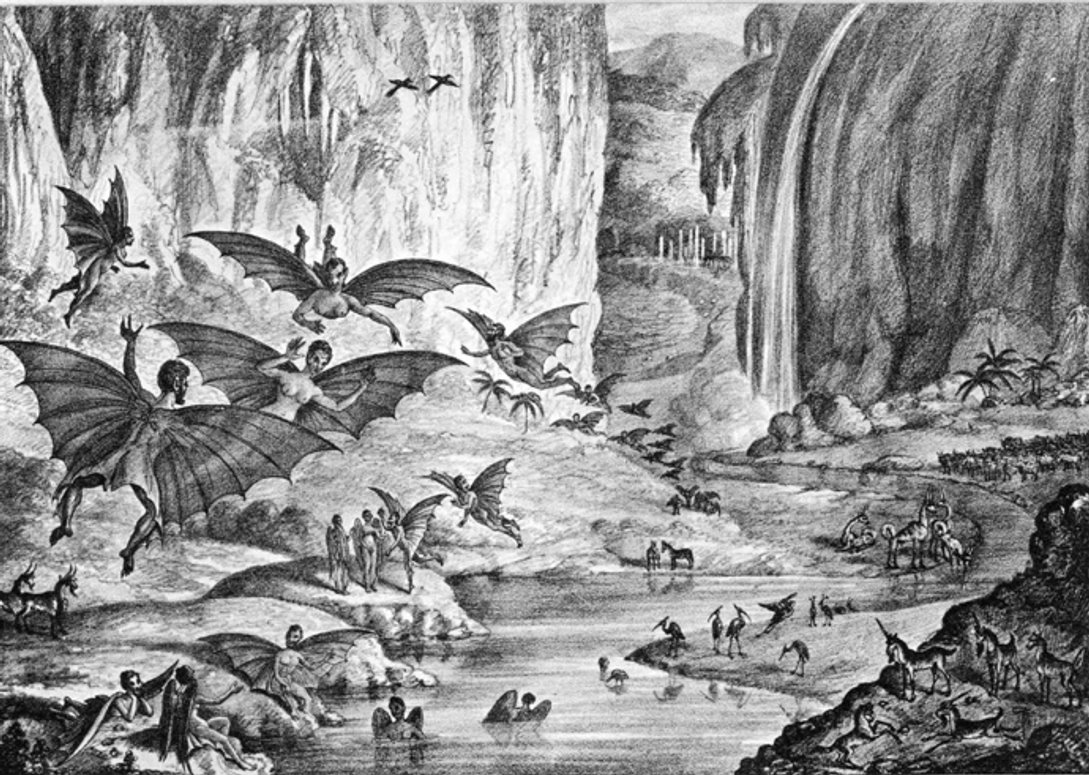
صورة متخيلة للجنس البشري المجنح الذي يسكن القمر

المقالة قدمت عرضا متقنا للمشاهد الرائعة التي رأها هيرشيل أثناء ملاحظته للقمر بالمنظار. وصفت طوبوغرافيا قمرية تتضمّن الغابات الواسعة، البحار الداخلية، والأهرام الكوارتزية نيلية اللون. تم إخبار القراء بأن قطعان الثور الأميركي تتجوّل عبر سهول القمر، ووحيد القرن الأزرق يجثم على قمم تلاله؛ وأن مخلوقات برمائية كروية تناثرت عبر شواطئه. جاءت قمة الخبر بالكشف أنّ هيرشيل وجد دليلا بأن الحياة الذكية موجودة على القمر حيث قيل: اكتشف قبيلة بدائية تسكن الأكواخ، من القنادس، وجنس بشري مجنّح يعيش في انسجام رعوي حول معبد غامض بسقف ذهبي. لقّب هيرشيل هذه المخلوقات ب Vespertilio homo، أو «الإنسان الخفاش».
المقالة، بالطبع، كان خدعة متقنة. هيرشيل لم يجد أي حياة على القمر، ولم ينجز أيّ من الاختراقات الفلكية الأخرى المنسوبة إليه في المقالة. في الواقع، هيرشيل لم يكن يدرك أن هذه الاكتشافات كانت قد نسبت إليه. على أية حال، نيويورك صن استطاعت بيع آلاف النسخ قبل أن يدرك الجمهور بأنّه كان يقع ضحية للخداع.

## ريتشارد أدامز لوك

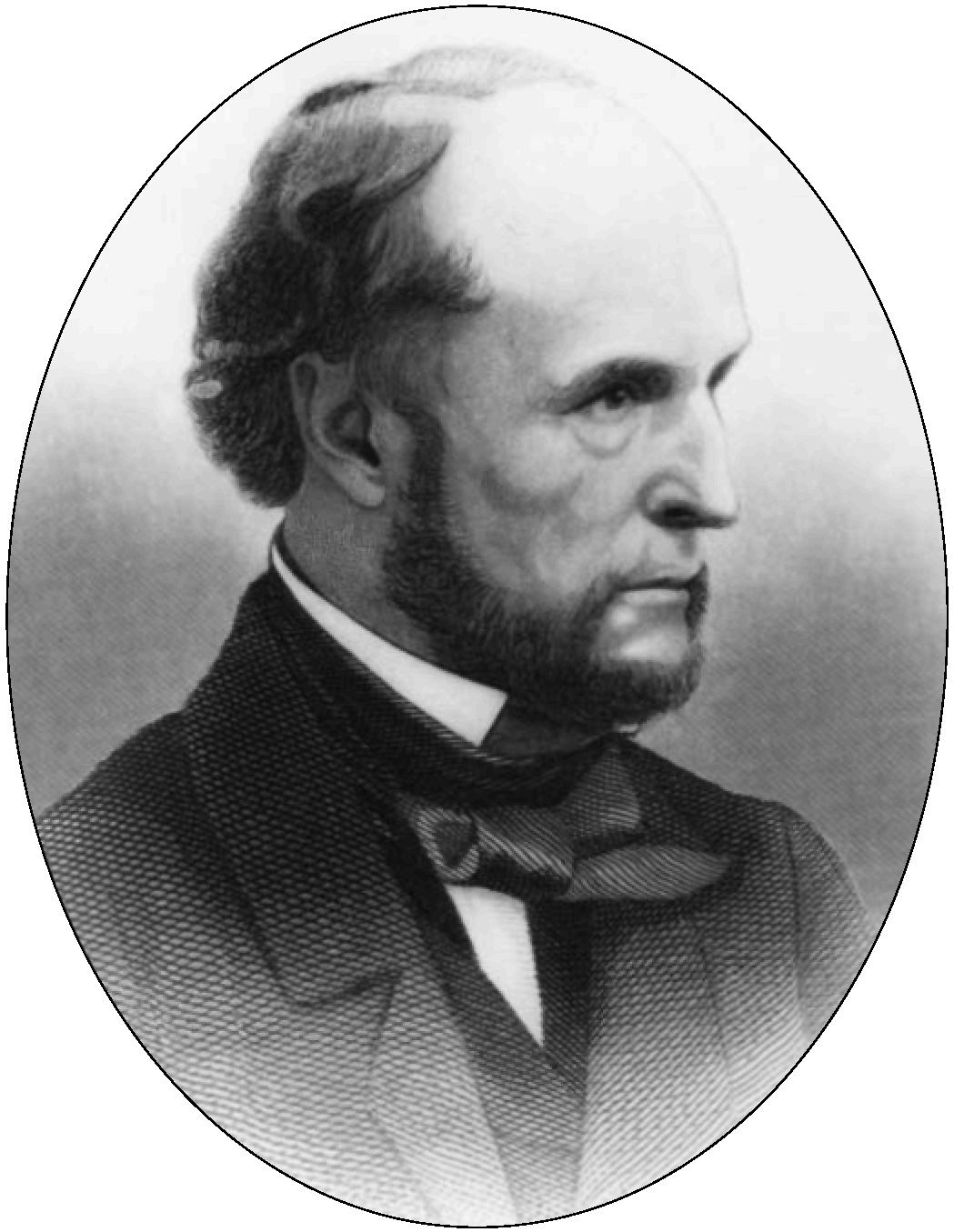
ريتشارد أدامز لوك

تأليف الخدعة تنسب إلى ريتشارد أدامز لوك، خريج كامبردج، المراسل الذي كان يعمل لدى صحيفة نيويوك صن. لوك لم يعترف علنا بأنهُ مؤلف الخدعة، ولقد صدرت إشاعات بأن آخرين اشتركوا في إنتاج القصّة أيضا. رجلان بشكل خاص ارتبطا مع الخدعة: جين نيكولاس نيكوليت، فلكي فرنسي كان يتنقل خلال أمريكا في ذلك الوقت (مع أنّه كان في الميسيسيبي، وليس نيويورك، عندما طبعت خدعة القمر)، ولويس غايلورد كلارك، محرّر مجلة Knickerbocker (البنطلون القصير).ليس هناك دليل واحد يدينهم، لكن لوك كان مؤلف الخدعة.
على الرغم من الاستياء العامّ والحادّ بين الشعب بسبب انخداعهم بقصّة القمر، فإن صحيفة نيويورك صن لم تعترف بشكل علني بأنّها كانت ضحية خدعة. في 16 سبتمبر 1835م نشرت صحيفة نيويورك صن عامود ناقشت فيهِ الاحتمال بأنّ القصّة ربما كانت خدعة، لكنّها لم تعترف بأيّ شيء. بل بالعكس من ذلك كتبت قائلة، «بعض المراسلين يحثّوننا للخروج والاعتراف بأنها كانت خدعة؛ لكننا لا يمكن أن نفعل ذلك أبدا، حتى نحصل على شهادة من المجلات العلمية الإنجليزية أو الإسكتلندية لتأييد بأن ذلك لم يحصل». هذا كان أقرب شيء مما قد يسمى اعترافا بالذنب من قبل الصن.